# Paradeudorix kafuensis
Paradeudorix kafuensis is een vlinder uit de familie van de Lycaenidae. De wetenschappelijke naam van de soort is voor het eerst gepubliceerd in 1910 door Sheffield Airey Neave.
De soort komt voor in Congo-Kinshasa, Tanzania, Zambia en Malawi.